# Österby och Söderby kvarn
Österby och Söderby kvarn är en av SCB avgränsad och namnsatt småort i Nynäshamns kommun i Stockholms län. den omfattar bebyggelse i Österby och Söderby i Sorunda socken i den norra delen av kommunen.